# حطام خشبي جاف

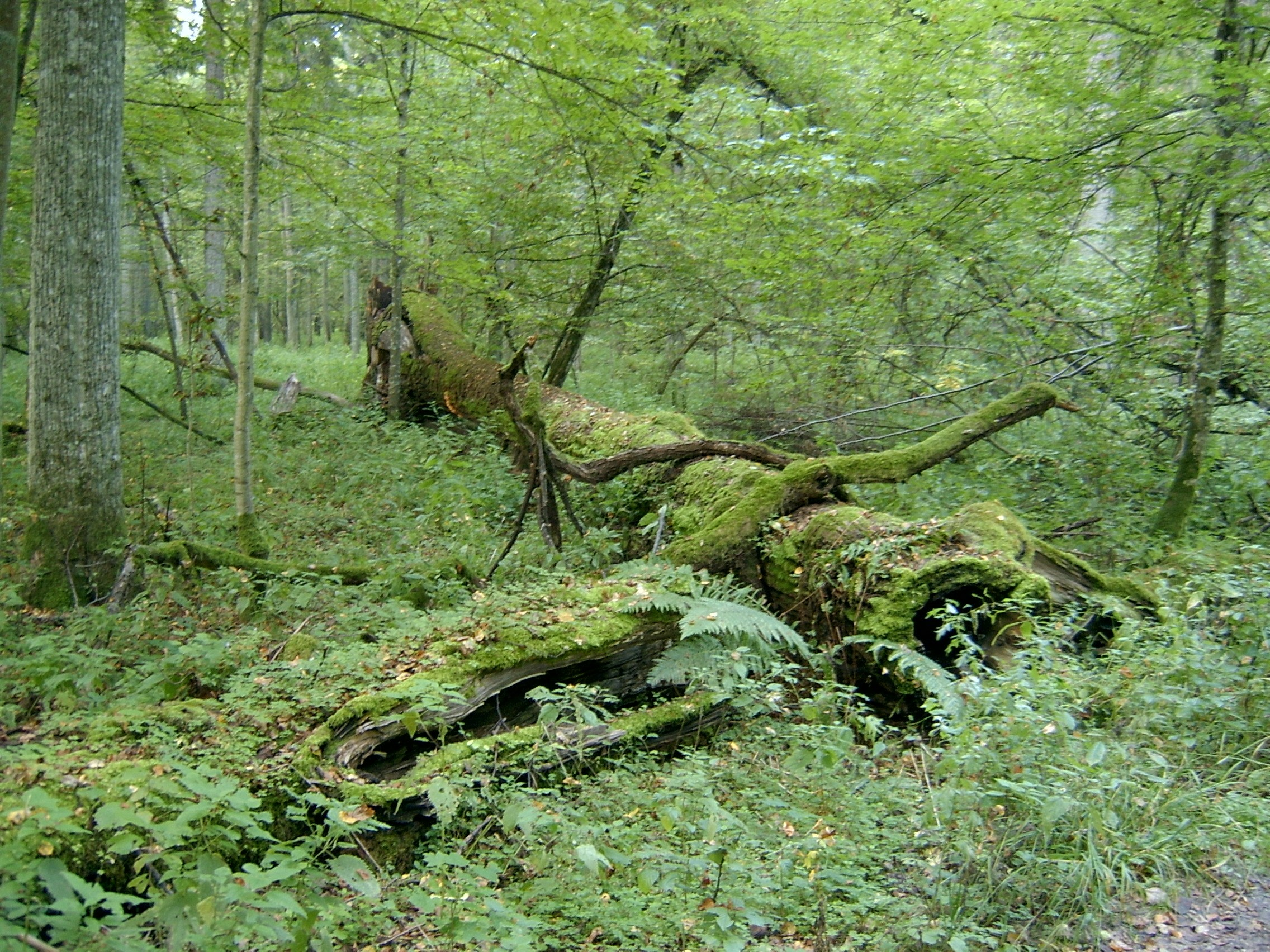

الحُطام الخشبي الجاف، أو الموئل الخشبي الجاف، هو ما يشير إلى الأشجار الميتة والمتساقطة وبقايا الأغصان الكبيرة التي سقطت على الأرض في الغابات والأنهار أو الأراضي الرطبة. تُعرف هذه الأشجار المتساقطة بـ «الأشجار الميتة القائمة»، فهي تقوم بالكثير من المهام التي يوفرها الحطام الخشبي الجاف. يتنوّع ويتغيّر الحجم الأدنى المطلوب من الحطام الخشبي كي يُسمى «جافاً» حسب الصنف، ويتراوح قطر الحطام بين 2.5 سم إلى 20 سم (أي من 1 إلى 8 إنش).
منذ سبعينيات القرن الماضي، شجّعت إدارات الغابات على السماح للأشجار الميتة والحطام الخشبي بالبقاء ضمن الغابات، حيث تستمر الدورة الحيوية الجيولوجية الكيميائية ضمن الأخشاب، وتوفّر بذلك الغذاء والمسكن لطيفٍ واسعٍ من الكائنات الحية، فهي تحسّن التنوع الحيوي. تُعتبر كمية الحطام الخشبي الجاف معياراً هاماً في تقييم واستعادة الغابات التي تتساقط أشجارها بشكل معتدل. ويُعتبر الحطام الخشبي الجاف مهماً للأراضي الرطبة أيضاً، تحديداً في الدلتا حيث يتراكم الحطام الخشبي.

## الفوائد

### إعادة تدوير المغذيات
يُعدّ الحطام الخشبي الجاف، والمواد المتحللة والناتجة عن الدورة الحيوية الجيوكيميائية، أمرين ضروريين جداً للكائنات الحية، كالكربون والنيتروجين والبوتاسيوم والفوسفور. تستهلك الفطريات الترميمية وآكلات الحتات، كالبكتيريا والحشرات، الأخشاب الميتة بشكل مباشر. وتطلق المواد المغذية بعد تحويلها إلى شكل آخر من المادة العضوية، والذي يُستهلك لاحقاً من طرف كائنات حية أخرى. الحطام الخشبي الجاف شحيحٌ جداً من ناحية المواد الغذائية الهامة فيزيولوجياً. ولاستيفاء المتطلبات الغذائية للكائن المستهلك، على الحطام الخشبي الجاف أن يكون غنياً بالمغذيات عن طريق نقل المواد الغذائية من خارج الحطام الخشبي. بالتالي يكون الحطام الخشبي الجاف عاملاً مهماً يساهم في الدورة الغذائية في التربة. لا يحوي الحطام الخشبي كميات وفيرة من النتروجين، لكنه يمنح النتروجين للنظام البيئي، فيلعب دور المضيف للبكتيريا المثبتة للنيتروجين وغير المتكافلة.
تظهر الدراسات العلمية أن الحطام الخشبي الجاف قد يساهم بشكل ملحوظ في عزل الكربون بيولوجياً. تخزّن الأشجار الكربون الجوي في الخشب عن طريق عملية التركيب الضوئي، وعندما تموت تلك الأشجار، تنقل الفطريات والكائنات الترميمية بعض الكربون من الحطام الخشبي الجاف إلى التربة. تستمر عملية العزل تلك في الغابات بطيئة النمو لمئات السنين.

### الموئل
يوفر الحطام الخشبي الجاف الغذاء والمساكن الدقيقة للكثير من الأنواع، وبالتالي يساهم في الحفاظ على التنوع البيئي للنظام البيئي في الغابات. يعتمد حتى 40 بالمئة من حيوانات الغابة على الحطام الخشبي الجاف. أظهرت الدراسات في غربي أمريكا الشمالية أن 5 بالمئة فقط من الأشجار الحية تحوي خلايا حية بالنسبة للحجم، بينما كانت النسبة أعلى بكثير في الغابات الميتة، حيث وصلت إلى 40 بالمئة من الحجم، معظمها فطريات وبكتيريا. تعيش الكائنات المُسْتَعمرة على بقايا الطبقة المولدة والخشب العصاري في الأشجار الميتة، وتساهم في عملية التحلل وتجذب الكائنات المفترسة التي تتغذى عليها، وتستكمل بذك سلسلة تأييض الكتلة الحيوية.
تشمل قائمة الكائنات التي تعتمد على الحطام الخشبي الجاف كمسكن لها أو كمصدر غذائي: البكتيريا والفطريات والأشنيات والحزازيات والنباتات الأخرى، وفي مملكة الحيوان، لدينا اللا فقاريات كالأرضة والنمل والخنافس والحلزون، بالإضافة إلى السلمندر من بين البرمائيات، والزواحف كالدودة البطيئة والطيور والثدييات الصغيرة. يعيش ثلث طيور الغابات ضمن تجاويف جذوع الأشجار الميتة. يعيش نقار الخشب والقرقف والبوم في الأشجار الميتة، بينما يؤمن الحطام الخشبي مسكناً ومأوى لطائر الطيهوج.
تستخدم بعض أنواع النباتات الحطام الخشبي الجاف كموئلٍ لها. فتغطي الحزازيات والأشنيات جذوع الأشجار، بينما تتجدّد السراخس والأشجار وتولد ثانية أعلى الجذوع. توفر أجزاء كبيرة من الحطام الخشبي الجاف موئلاً للأعشاب والشجيرات والأشجار. يوفر الحطام الخشبي الجاف الحماية للنباتات الصغيرة من الحيوانات العاشبة والضرر التي تحدثه، حيث يعمل الحطام كحواجز تمنع الحيوانات التي ترعى العشب والأشجار من الدخول. يساعد دوام الحطام الخشبي الجاف في إيواء الكائنات الحية عند وقوع حوادث تضر  بالنظام البيئي، كحرائق الغابات أو قطع الأشجار.

### الأنهار والأراضي الرطبة
يوفر الحطام والأشجار المتساقطة في الجداول المائية مأوى للأسماك والبرمائيات والثدييات عن طريق تعديل تدفق الماء والرواسب. تستخدم السلاحف بأنواعها المتعددة الحطام الخشبي الجاف للتشمس، تضع بعض أنواع السلاحف بيوضها تحت الجذوع قرب الأراضي الرطبة.

### التربة
يعمل الحطام الخشبي الجاف، تحديداً على المنحدرات، على ترسيخ التربة وتثبيتها عن طريق إبطاء حركة الانحدار للمواد العضوية والتربة المعدنية. تسمح الأوراق والحطام المتجمع خلف الحطام الخشبي الجاف بحدوث عملية التحلل. تتحسّن أيضاً عملية ارتشاح الرواسب والأمطار المتساقطة. خلال الطقس الجاف، يبطئ الحطام الخشبي الجاف تبخّر رطوبة التربة ويؤمن موائل دقيقة رطبة للكائنات الحية الحساسة للرطوبة.

## حرائق الغابات
في الغابات المُعرضة لحدوث الحرائق، يعمل الحطام الخشبي الجاف كوقودٍ خلال وقوع الحرائق. فالكميات المرتفعة من الوقود قد تؤدي إلى ازدياد شدة النار وحجمها. بالإمكان تخفيض مستويات الوقود في الحطام الخشبي الجاف، تحديداً في الغابات التي يؤدي فيها صدّ الحرائق إلى تراكم وتفاقم الوقود. يجب على هذا الانخفاض أن يكون متوازناً مع بقاء الحطام الخشبي الجاف قادراً على توفير الموئل والغذاء والفوائد الأخرى للكائنات. يُصنّف الحطام الخشبي الجاف «وقوداً لمدة 1000 ساعة»، وفقاً للمسؤولين عن إدارة الحرائق، يشير التصنيف السابق إلى مدى الوقت الذي تحتاجه مستويات الرطوبة في الخشب كي تتفاعل مع البيئة المحيطة.

## أمثلة مناطقية
في غلين أفريك، في اسكوتلندا، وجدت مجموعة «أشجار من أجل الحياة» أن خنفساء فطريات الصوفان السوداء تعتمد على نوعٍ محدد من الفطريات Fomes fomentarius، والذي ينمو بدوره على أشجار القضبان الميتة. هناك حشرة أخرى تُعرف بـ ذباب الصنوبر الحوّام (اسمها العلمي Blera fallax)، وهي تتطلب أشجار الصنوبر البري المتعفنة كي تستطيع التكاثر.
في الغابات النفضية المعتدلة في الجزء الشرقي من أمريكا الشمالية، يوفر الحطام الخشبي الجاف موئلاً لعدد من الكائنات، من السلمندر إلى السراخس. ذلك مؤشرٌ مهم لتقييم واستعادة هذا النوع من الغابات.
في المناطق شبه الاستوائية، كأستراليا مثلاً، تُشكّل حرائق الغابات خطراً كبيراً، وتُحدَّد كمية الحطام الخشبي الجاف الذي بقي ملقياً على الأرض أو واقفاً، بما يُعتبر آمناً في سياق صد ومنع الحرائق. لكن عندما تحدث الحرائق، تجد اللا فقاريات ملجأ إما ضمن أو تحت جذوع الأشجار الميتة.